# Йоан Самарински
 Тази статия е за зографа.  За византийския историк вижте Йоан Анагност (историк).  
Йоан Самарински (на гръцки: Ιωάννης Αναγνωστός), е възрожденски зограф от XIX век, представител на Самаринската школа.

## Биография
Роден е в голямото пиндско влашко село Самарина във втората половина на XVIII век. Работи заедно с брат си Симо. Техни са иконите „Свети Георги“ (1852) от храма „Свети Георги“ в ритини и „Света Богородица“ (1862) от „Успение Богородично“ (1862) в Палюрия, подписана „ιστορήθη αύτη ι εικών διά χειρός Σίμου κε Ιωάννου σαμαριναίου“. Двамата са автори и на стенописите в католикона на манастира „Света Троица“ в Янота, Еласонско, където оставят подпис „εζωγραφίσθη υπό των εκ Σαμαρίνης αυταδέλφων Συμεών και Ιωάννου“. В 1881 година изписва манастира „Света Богородица Стана“ в Епиниани, Аграфа.